# Елефтерес
Елефтерес (грч. Ελευθερές) је насељено место у  општини Кушница у периферији Источна Македонија и Тракија, Грчка. Према попису из 2021. године било је 1.279 становника.
Према бугарском географу и историчару, Василу Канчову, у Елефтересу је 1900. године живело 300 Грка хришћана и 300 Грка муслимана. Године 1924. муслиманско становништво је принудно исељено у Турску а на њихово место су насељене грчке избегличке породице из Турске, укупно 677 особа. На попису из 1928. године Елефтерес је имао 973 становника.